# 사상의 거장들
《사상의 거장들》(프랑스어: Les Maitres Penseurs)은 프랑스의 ‘신 철학자 그룹’ 철학자 앙드레 글뤽스만이 1977년에 쓴 철학서이다. 대한민국에는 불문학자 박정자가 2017년 도서출판 기파랑을 통해 번역 출간하였다. 번역자 박정자 교수는 영역판이 미국에서 출간되기 전인 1978년에 이 책을 주간조선에 연재하여 대한민국에 최초로 소개한 바 있다.
피히테·헤겔·마르크스·니체 등 독일을 대표하는 유명 사상가들은 “유럽과 세계를 속인 이념의 사기꾼”이라는 것이 잘 설명되어있다.,  ‘철학자는 성 밖의 진실을 소리 높여 외치는 카산드라가 돼야 한다’고 외쳤던 글뤽스만의 대표작이다. 
1977년에 프랑스어 초판, 1980년에 영역판(Master Thinkers)이 나왔다.  